# IC 3182
IC 3182 је тројна звијезда у сазвјежђу Дјевица која се налази на листи објеката дубоког неба у Индекс каталогу.
Деклинација објекта је + 12° 43' 42" а ректасцензија 12h 20m 48,0s.